# Lac des Trois Enseignes
Le lac des Trois Enseignes est un lac de la Grande Terre des îles Kerguelen dans les Terres australes et antarctiques françaises (TAAF). Il est situé sur la péninsule Courbet à 246 mètres d'altitude.